# Milichus picticollis
Milichus picticollis là một loài bọ cánh cứng trong họ Bọ hung (Scarabaeidae).